# كريستين لوند (صحفية)
كريستين لوند هي صحفية سويدية، ولدت في 25 نوفمبر 1943 في السويد.

## وصلات خارجية
- كريستين لوند على موقع IMDb (الإنجليزية)